# Kútmérgezés (érvelési hiba)
A kútmérgezés egy érvelési hiba, az argumentum ad hominem (személyeskedés) egyik fajtája. Lényege, hogy az egyik fél még azelőtt megpróbálja megkérdőjelezni a másik hitelességét, hogy az szóhoz jutna. A kifejezést John Henry Newman használta először Apologia pro vita sua című írásában, egy kortársának azon vádjára reagálva, hogy a katolikus papok számára vannak az igazságnál fontosabb szempontok, ezért nem szabad adni a szavukra. 
A kútmérgezés gyakori formája a politikai és közéleti vitákban, amikor valaki azt próbálja elhitetni a hallgatósággal, hogy aki vitába száll a véleményével, az szükségszerűen valami hátsó szándékkal teszi – a „másik oldal” vagy valamilyen lobbi vagy érdekcsoport zsoldjában áll, és célja az emberek félrevezetése. Ha a kútmérgező sikerrel jár, a hallgatóság az ellenérveket nem érvnek, hanem manipulációs kísérletnek látja, és igazságtartalmuk mérlegelése nélkül elutasítja. Megfelelő légkörben a kútmérgezés azt is eredményezheti, hogy az ellenérveket meg sem fogalmazzák, mert senki nem akarja magára venni a kútmérgező gyanúsításait.
Más ad hominem érvelési hibákhoz hasonlóan a kútmérgezés sem szükségszerűen minden esetben hiba: ha egy adott álláspont nem logikus érvelésre, hanem tekintélyérvekre épít, akkor a tekintély megkérdőjelezése jogos lehet. Ilyen például rámutatni arra, hogy egy gyógyszer hatásvizsgálatát végző tudóscsoport tagjai a gyógyszert gyártó cég alkalmazottai közül kerültek ki. A kútmérgezés azonban más ad hominemekkel ellentétben még az ellenvélemény elhangzása előtt történik, így a használója nem tudhatja, hogy észérveket vagy tekintélyérveket próbál ellehetetleníteni.

## Külső hivatkozások
- John Newman: Apologia (előszó)
- Poisoning the well – SkepticWiki